# Campeonato Mundial de Esqui Estilo Livre de 2019 - Halfpipe feminino
A prova do halfpipe feminino do Campeonato Mundial de Esqui Estilo Livre de 2019 foi realizada entre os dias 7 e 9 de fevereiro na cidade de Park City,  em Utah, nos Estados Unidos. 

## Medalhistas
| Ouro                | Prata               | Bronze                |
| Kelly Sildaru (EST) | Cassie Sharpe (CAN) | Brita Sigourney (USA) |

## Resultados
Um total de 17 esquiadoras participaram da competição.  A prova ocorreu dia 7 de fevereiro com inicio às 11:15. As 8 melhores avançaram para a final.

### Qualificação
| Pos. | Bib | Ordem | Nome             | Nacionalidade  | Corrida 1 | Corrida 2 | Melhor | Notas |
| ---- | --- | ----- | ---------------- | -------------- | --------- | --------- | ------ | ----- |
| 1    | 2   | 10    | Cassie Sharpe    | Canadá         | 90.60     | 93.20     | 93.20  | Q     |
| 2    | 5   | 3     | Kelly Sildaru    | Estónia        | 92.00     | 87.60     | 92.00  | Q     |
| 3    | 4   | 1     | Brita Sigourney  | Estados Unidos | 86.80     | 90.20     | 90.20  | Q     |
| 4    | 3   | 7     | Rachael Karker   | Canadá         | 89.60     | 25.00     | 89.60  | Q     |
| 5    | 1   | 4     | Zhang Kexin      | China          | 22.60     | 80.40     | 80.40  | Q     |
| 6    | 6   | 6     | Li Fanghui       | China          | 79.60     | 61.60     | 79.60  | Q     |
| 7    | 9   | 2     | Maddie Bowman    | Estados Unidos | 77.00     | 59.60     | 77.00  | Q     |
| 8    | 15  | 15    | Elisabeth Gram   | Áustria        | 73.60     | 69.60     | 73.60  | Q     |
| 9    | 14  | 17    | Sabrina Cakmakli | Alemanha       | 70.80     | 72.80     | 72.80  |       |
| 10   | 11  | 14    | Wu Meng          | China          | 69.40     | 10.40     | 69.40  |       |
| 11   | 10  | 5     | Jang Yu-jin      | Coreia do Sul  | 67.20     | 66.40     | 67.20  |       |
| 12   | 8   | 9     | Yurie Watabe     | Japão          | 63.80     | 25.20     | 63.80  |       |
| 13   | 16  | 16    | Zoe Atkin        | Grã-Bretanha   | 42.20     | 62.40     | 62.40  |       |
| 14   | 12  | 11    | Annalisa Drew    | Estados Unidos | 4.00      | 57.60     | 57.60  |       |
| 15   | 17  | 13    | Anaïs Caradeux   | França         | 48.60     | 30.00     | 48.60  |       |
| 16   | 13  | 12    | Zhang Ziyi       | China          | 5.60      | 20.40     | 20.40  |       |
| 17   | 7   | 8     | Abigale Hansen   | Estados Unidos | 12.80     | DNS       | 12.80  |       |

### Final
A final foi iniciada às 19:00 do dia 9 de fevereiro. 
| Pos.              | Bib | Nome            | Nacionalidade  | Corrida 1 | Corrida 2 | Corrida 3 | Melhor | Notas |
| ----------------- | --- | --------------- | -------------- | --------- | --------- | --------- | ------ | ----- |
| Medalha de ouro   | 7   | Kelly Sildaru   | Estónia        | 51.80     | 88.00     | 95.00     | 95.00  |       |
| Medalha de prata  | 8   | Cassie Sharpe   | Canadá         | 94.40     | 91.40     | 32.00     | 94.40  |       |
| Medalha de bronze | 6   | Brita Sigourney | Estados Unidos | 90.60     | 49.20     | 89.80     | 90.60  |       |
| 4                 | 3   | Rachael Karker  | Canadá         | 85.20     | 79.20     | 54.20     | 85.20  |       |
| 5                 | 5   | Li Fanghui      | China          | 5.00      | 75.40     | 80.20     | 80.20  |       |
| 6                 | 2   | Maddie Bowman   | Estados Unidos | 50.60     | 77.00     | 75.60     | 77.00  |       |
| 7                 | 1   | Elisabeth Gram  | Áustria        | 68.60     | 69.20     | 74.80     | 74.80  |       |
| 8                 | 4   | Zhang Kexin     | China          | 19.20     | 73.60     | 48.60     | 73.60  |       |

Legenda
| Recorde mundial       | Recorde mundial (World record)               |                       | Recorde africano                      | Recorde africano (African) |                                           | Q | Classificado por posição (Qualified) |
| Recorde do campeonato | Recorde do campeonato (Championship record)  | Recorde da América    | Recorde da América (Americas)         | q                          | Classificado por melhor tempo (Qualified) |   |                                      |
| Melhor marca do ano   | Melhor marca do ano (World leading)          | Recorde asiático      | Recorde asiático (Asian)              | DNS                        | Não largou (Did not start)                |   |                                      |
| Recorde nacional      | Recorde nacional (National record)           | Recorde europeu       | Recorde europeu (European)            | DNF                        | Não terminou (Did not finish)             |   |                                      |
| Recorde pessoal       | Recorde pessoal do atleta (Personal best)    | Recorde da Oceania    | Recorde da Oceania (Oceania)          | DSQ / DQ                   | Desclassificado (Disqualified)            |   |                                      |
| Recorde da temporada  | Recorde da temporada do atleta (Season best) | Recorde sul-americano | Recorde sul-americano (South America) | NM                         | Sem marca (No mark)                       |   |                                      |